# استنتاج دلخواه
استنتاج دلخواه یک اصل کلاسیک در درمانِ شناختی است که در سال ۱۹۷۹ توسط ارون تی. بک ایجاد شده‌است. او استنتاج دلخواه را روند نتیجه‌گیری بدون مدارک کافی، یا بدون هیچ‌گونه مدرکی تعریف کرد. بک دریافت که در زمان افسردگی، اشخاص بیش‌تر به تحریف‌های شناختی تمایل دارند و اغلب نتیجه‌گیری دل‌خواه می‌کنند. این نتیجه‌گیری‌ها می‌توانند عمومی باشند یا در نتیجهٔ اثرات داروها یا درمان باشند. استنتاج دلخواه یکی از بی‌شمار تحریف‌های شناختی خاص است که توسط بک مشخص شده‌است و عموماً می‌تواند در افرادی که دچار اضطراب، افسردگی و اختلالات روانی هستند مشاهده شود.

## نمونه
یک فرد متأهل که جواب پیام خود را فوراً از همسرش دریافت نمی‌کند می‌تواند نتیجه بگیرد که: «او حتماً خیانت کرده‌است». یا کسی که در یک روز بارانی احساس خوبی ندارد می‌تواند نتیجه بگیرد که «من دچار افسردگی فصلی شده‌ام.»